# Browntown (Wisconsin)
Browntown ist eine Gemeinde (mit dem Status „Village“) im Green County im US-amerikanischen Bundesstaat Wisconsin. Das U.S. Census Bureau hat bei der Volkszählung 2020 eine Einwohnerzahl von 245 ermittelt.

## Geografie
Browntown liegt im mittleren Süden Wisconsins, 8,8 km nördlich der Grenze zu Illinois. Der Ort liegt am Pecatonica River, der über den Rock River zum Stromgebiet des Mississippi gehört. Der am Mississippi gelegene Schnittpunkt der drei Bundesstaaten Wisconsin, Iowa und Illinois liegt 76,3 km westlich.
Die geografischen Koordinaten von Browntown sind 42°34′40″ nördlicher Breite und 89°47′39″ westlicher Länge. Das Gemeindegebiet erstreckt sich über eine Fläche von 2,75 km². 
Die Nachbarorte von Browntown sind Monroe (15 km östlich), Orangeville in Illinois (23,1 km südöstlich), Winslow in Illinois (10,7 km südlich), Warren in Illinois (24,7 km südwestlich), South Wayne (8,2 km westlich) und Woodford (11,5 km nordwestlich).
Die nächstgelegenen Großstädte sind Wisconsins Hauptstadt Madison (78,4 km nordöstlich), Milwaukee (190 km ostnordöstlich), Chicago in Illinois (228 km südöstlich), Rockford in Illinois (84,6 km südsüdöstlich) und die Quad Cities in Iowa und Illinois (180 km südwestlich).

## Verkehr
Der Wisconsin State Highway 11 verläuft entlang des nördlichen Ortsrandes von Browntown. Der von diesem nach Süden abzweigende County Highway M führt als Hauptstraße durch das Ortszentrum. Alle weiteren Straßen sind untergeordnete Landstraßen, teils unbefestigte Fahrwege sowie innerörtliche Verbindungsstraßen.
Durch Browntown verläuft der Cheese Country Trail, ein auf der Trasse einer ehemaligen Eisenbahnstrecke verlaufender Rail Trail für Wanderer und Radfahrer. Im Winter kann der Wanderweg auch mit Schneemobilen befahren werden.
Die nächsten Flughäfen sind der Dane County Regional Airport in Madison (81 km nordöstlich) und der Chicago Rockford International Airport (94,4 km südöstlich).

## Bevölkerung
Nach der Volkszählung im Jahr 2010 lebten in Browntown 280 Menschen in 109 Haushalten. Die Bevölkerungsdichte betrug 101,8 Einwohner pro Quadratkilometer. In den 109 Haushalten lebten statistisch je 2,57 Personen. 
Ethnisch betrachtet setzte sich die Bevölkerung zusammen aus 95,7 Prozent Weißen, 0,7 Prozent Afroamerikanern, 0,4 Prozent amerikanischen Ureinwohnern sowie 1,1 Prozent aus anderen ethnischen Gruppen; 2,1 Prozent stammten von zwei oder mehr Ethnien ab. Unabhängig von der ethnischen Zugehörigkeit waren 1,8 Prozent der Bevölkerung spanischer oder lateinamerikanischer Abstammung. 
27,1 Prozent der Bevölkerung waren unter 18 Jahre alt, 61,1 Prozent waren zwischen 18 und 64 und 11,8 Prozent waren 65 Jahre oder älter. 50,4 Prozent der Bevölkerung war weiblich.
Das mittlere jährliche Einkommen eines Haushalts lag bei 51.667 USD. Das Pro-Kopf-Einkommen betrug 22.854 USD. 6,0 Prozent der Einwohner lebten unterhalb der Armutsgrenze.